# Kurtis Byrne
Kurtis Byrne (Dublino, 9 aprile 1990) è un calciatore irlandese, attaccante del Collinstown.

## Palmarès

### Club

#### Competizioni nazionali
- Campionato irlandese: 2

Dundalk: 2014, 2015
- Coppa d'Irlanda: 1

Dundalk: 2015
- Coppa di Lega irlandese: 1

Dundalk: 2014
- Supercoppa d'Irlanda: 1

Dundalk: 2015
- Welsh Premier League: 1

The New Saints: 2018-2019
- Coppa del Galles: 1

The New Saints: 2018-2019